# گیکاس کازلا
گیکاس کازلا (ایتالیایی: Giucas Casella) شعبده‌باز، هیپنوتیزم کننده و شخصیت تلویزیونی اهل کشور ایتالیا بود. وی در شهر پالرمو متولد شد و حرفه‌اش را از ۱۷ سالگی شروع کرد. او در فیلم سکس و لذت بازی کرده است.